# Mambo
Pour les articles homonymes, voir Mambo (homonymie).

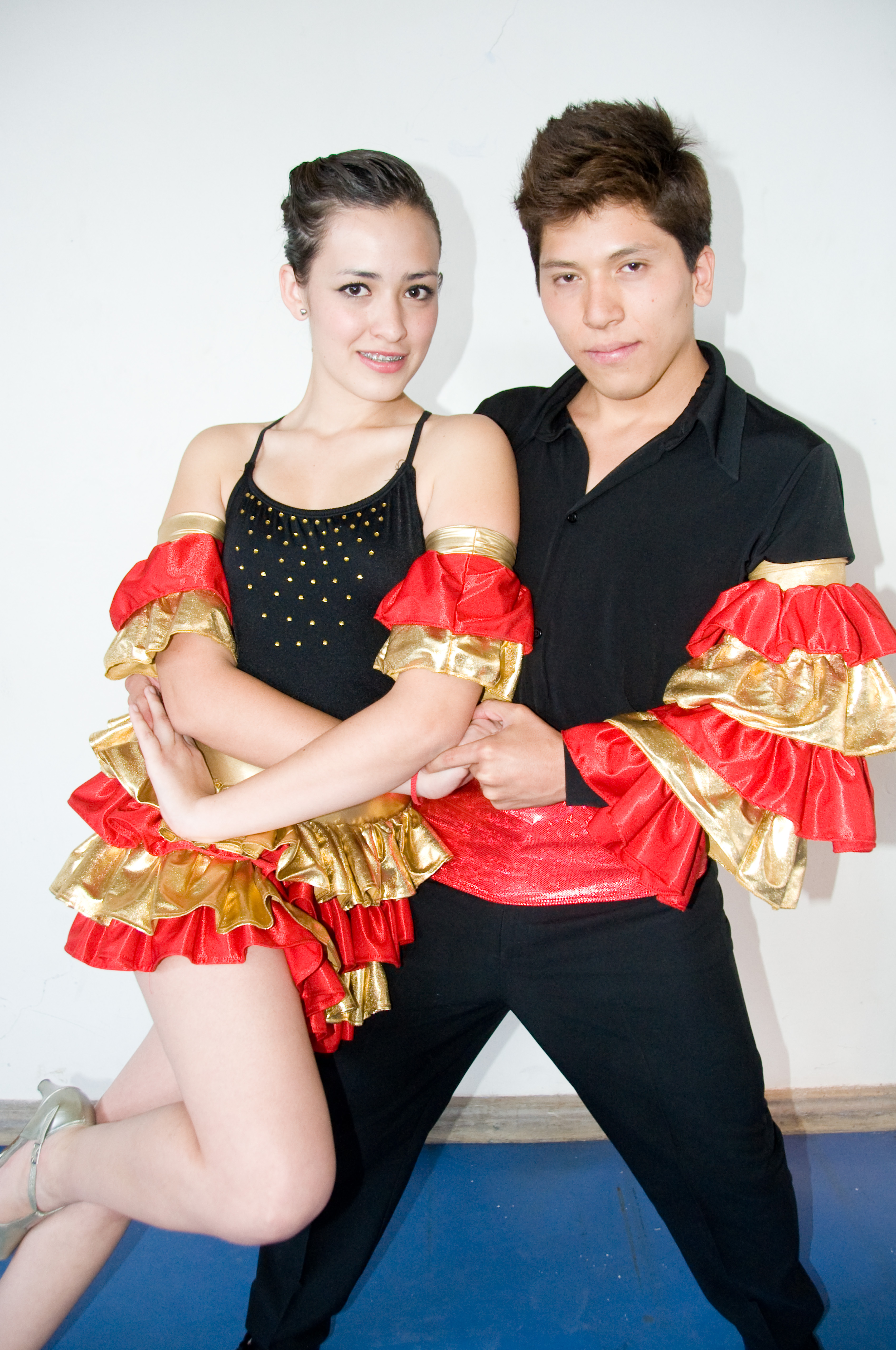
Danseurs de mambo à l'Institut de technologie et d'études supérieures de Monterrey.

Le mambo est à la fois un genre musical cubain et un style de danse populaire inventé dans les années 1930 par le musicien et compositeur cubain Arsenio Rodríguez,  développé à La Havane par Cachao et popularisé par Dámaso Pérez Prado et Benny Moré.
La danse se crée sur les rythmes de la rumba et du swing des musiciens de jazz et n'a pas de cadence déterminée. La batterie s'ajoute aux instruments de la rumba.
Lorsque le Mambo fait son apparition à la fin des années 1940, le monde se remet à peine du second conflit mondial, et le style musical se popularise, depuis Cuba, jusqu'à New York, Los Angeles, en passant par Mexico et bientôt la Mambomania s'empare des pistes de danse du monde entier. Le cha-cha-chá a remplacé le mambo dans les années 1950.

## Historique
Le mot mambo est d'origine bantoue, il signifie « voix en chœur ». Au Congo, il désigne des berceuses ou des chants sacrés.
En 1937, Orestes López Valdés, joueur de violoncelle cubain du conjunto de danzón « Antonio Arcaño y sus Maravillas » avec à la contrebasse son petit frère Israel « Cachao », compose un morceau nommé Mambo à partir du Nuevo ritmo du danzón.
Influencés par le jazz de Stan Kenton et Dizzy Gillespie, les frères López vont transformer leur « conjunto » en orchestre incorporant 4 saxophones, 4 trompettes, piano, basse, maracas, congas, timbales. Dámaso Pérez Prado, pianiste de l'Orquesta Casíno de la Playa est alors emballé par ce rythme mais, ne rencontrant pas le succès à Cuba, il part au Mexique où il rencontre Benny Moré, surnommé « el rey del mambo » (le roi du mambo), ainsi que Carlos Colorado, le fondateur du groupe Sonora Santanera.
C'est avec Francisco « Machito » Grillo et Pérez Prado que la danse Mambo (dérivée de la rumba) naît dans les night-clubs « Los Angeles Dance » de Mexico et « La Tropicana » de la Havane en 1943, avant de conquérir New York en 1949, au « Park Plaza Hotel Ballroom » de Harlem d'abord, puis dans les clubs Palladium, China Doll, Havana Madrid et Birdland. Le Palladium était une immense salle de bal pouvant accueillir mille couples située à l'angle de Broadway et de la 53e rue.
Le mambo a été programmé d'abord le dimanche matin, puis les mercredis soir et enfin tous les jours, avec les orchestres de Tito Puente, Tito Rodriguez et Jose Curbelo.
Le mambo et la samba furent introduits pour la première fois en Europe par José Gandimbas et son orchestre « Jo and the Latin boys » aux « ambassadeurs » de Paris en 1945 avec « Che mambo che ». En 1947, Jose Gandimbas introduira aussi en Europe le Boléro Mambo à Deauville, France.
En 1954, le Mambo connaît une grande popularité aux États-Unis grâce aux succès de Perry Como (Papa Loves Mambo) et Rosemary Clooney (Mambo Italiano). En France, ces morceaux seront repris par Dario Moreno.
La mode du mambo (mambomania ou mambo craze en anglais) va durer jusqu'à l'arrivée du cha-cha-cha en 1954.
À la suite du succès de Lou Bega en 1999 qui avait repris Mambo No. 5 de Perez Prado façon dance, d'autres groupes ont mélangé le mambo avec la dance : Shaft Mucho Mambo (Sway), reprise de Quien sera (Sway) et Mambo Italiano…

## Origines du mambo
Le mambo est originaire de l'île de Cuba. Son plus proche parent est le danzón, lui-même dérivé de la charanga ou de la tumba francesa qui fut introduite à Cuba par des Haïtiens fuyant la révolution (on s’accorde à dire que ce genre musical est devenu danzón dans les années 1920).
En 1938, Oreste López Valdes composa un danzón intitulé Mambo qui se terminait par une improvisation sur un rythme rapide (section musicale jusque-là inconnue dans le danzón). Arcaño (leader du groupe dont Orestes Lopez faisait partie) modifia aussi quelque peu la composition instrumentale habituelle des groupes jouant du danzón (pour l’essentiel, il remplaça la basse usuelle par une basse de son), créant ainsi ce qui devait rapidement être connu sous le nom danzón-mambo. Mambo se référait alors à la section rapide placée à la fin du morceau, tandis que danzón se référait aux deux sections traditionnelles de la musique du même nom.
Le mambo devait naître en tant que genre musical à part entière, lorsque furent enregistrés des morceaux ne jouant que la section finale. Enfin précisons que cette musique, telle qu’on la connaît aujourd’hui, est le fruit de nombreux raffinements qui ont eu lieu notamment en Amérique du Nord, à qui l’on doit l’introduction d’instruments provenant du jazz.

## Danse
Danse d'origine cubaine dont la salsa est l'héritière ((style portoricain)), le mambo est particulièrement apprécié sur le continent américain.
Le mambo se danse sur un rythme musical 4/4. Un pas de base se fait sur 8 temps, correspondant à 12 mouvements. 1 et 2, 3 et 4, 5 et 6, 7 et 8. Il y a un petit arrêt dans les mouvements sur les comptes pairs.
Les danseurs se font face car leurs pas de bases sont réalisés en miroir l'un par rapport à l'autre.
Les partenaires sont en position fermée (type latine). Certains danseurs de mambo enserrent la taille de leur partenaire dans leur bras droit et posent donc leur main droite sur la hanche gauche de la danseuse : les deux partenaires sont alors collés l'un à l'autre.

## Films thématiques
- Cette danse est le thème du film Mambo Kings avec Antonio Banderas.
- Mad about mambo de John Forte (2000). (article en anglais)
- La scène du bal de West Side Story comporte une séquence de mambo devenue célèbre par les prestations de Rita Moreno et George Chakiris sur la musique de Leonard Bernstein.
- Le mambo est aussi le thème de Dirty Dancing avec Patrick Swayze et Jennifer Grey.

### Documentaire
- Mambo